# Saint-Pardoux-la-Croisille
Pour les articles homonymes, voir Saint-Pardoux et Croisille.
Saint-Pardoux-la-Croisille est une commune française située dans le département de la Corrèze, en région Nouvelle-Aquitaine.

## Géographie
Dans le département de la Corrèze, la commune de Saint-Pardoux-la-Croisille s'étend sur 16,36 km2. Elle est située en rive droite du Doustre, un affluent de la Dordogne, sur lequel est établi le barrage de la Valette, ou barrage de Marcillac, en partie sur Saint-Pardoux-la-Croisille (rive droite) et sur la commune de Marcillac-la-Croisille (rive gauche).
L'altitude minimale, 424 mètres, se trouve à l'extrême-sud, près du lieu-dit Theillet, là où le Doustre quitte la commune et sert de limites à celles de Gros-Chastang et Gumond. L'altitude maximale avec 564 mètres est localisée deux kilomètres et demi à l'ouest du bourg, entre les lieux-dits les Caraboussets et le Feyt.
Le bourg de Saint-Pardoux-la-Croisille, traversé par la route départementale (RD) 131, se situe, en distances orthodromiques, dix-sept kilomètres au nord-nord-est d'Argentat et autant à l'est-sud-est de Tulle.
La commune est également desservie par les RD 10, 61 et 131E1.

### Communes limitrophes
Les communes limitrophes sont  Champagnac-la-Noaille, Clergoux, Espagnac, Gros-Chastang, Gumond et Marcillac-la-Croisille.
Saint-Pardoux-la-Croisille est limitrophe de six autres communes.
| Clergoux | Champagnac-la-Noaille      |                        |
|          | Saint-Pardoux-la-Croisille | Marcillac-la-Croisille |
| Espagnac | Gumond                     | Gros-Chastang          |

### Climat
Pour des articles plus généraux, voir Climat de la Nouvelle-Aquitaine et Climat de la Corrèze.
Historiquement, la commune est exposée à un climat montagnard.  
En 2020, Météo-France publie une typologie des climats de la France métropolitaine dans laquelle la commune est exposée à un climat de montagne et est dans la région climatique  Ouest et nord-ouest du Massif Central, caractérisée par une pluviométrie annuelle de 900 à 1 500 mm, maximale en automne et en hiver.
Pour la période 1971-2000, la température annuelle moyenne est de 10,7 °C, avec  une amplitude thermique annuelle de 15,2 °C. Le cumul annuel moyen de précipitations est de 1 264 mm, avec 13,5 jours de précipitations en janvier et 8 jours en juillet. Pour la période 1991-2020, la température moyenne annuelle observée sur la station météorologique la plus proche, située sur la commune de Marcillac-la-Croisille à 5 km à vol d'oiseau, est de 10,8 °C et le cumul annuel moyen de précipitations est de 1 318,8 mm,. Pour l'avenir, les paramètres climatiques de la commune estimés pour 2050 selon différents scénarios d’émission de gaz à effet de serre sont consultables sur un site dédié publié par Météo-France en novembre 2022.

## Urbanisme

### Typologie
Au 1er janvier 2024, Saint-Pardoux-la-Croisille est catégorisée commune rurale à habitat très dispersé, selon la nouvelle grille communale de densité à 7 niveaux définie par l'Insee en 2022.
Elle est située hors unité urbaine. Par ailleurs la commune fait partie de l'aire d'attraction de Tulle, dont elle est une commune de la couronne,. Cette aire, qui regroupe 43 communes, est catégorisée dans les aires de moins de 50 000 habitants,.

### Occupation des sols
L'occupation des sols de la commune, telle qu'elle ressort de la base de données européenne d’occupation biophysique des sols Corine Land Cover (CLC), est marquée par l'importance des forêts et milieux semi-naturels (84,1 % en 2018), en augmentation par rapport à 1990 (82,9 %). La répartition détaillée en 2018 est la suivante : 
forêts (81,9 %), prairies (8,7 %), eaux continentales (3,9 %), zones agricoles hétérogènes (3,4 %), milieux à végétation arbustive et/ou herbacée (2,2 %).
L'évolution de l’occupation des sols de la commune et de ses infrastructures peut être observée sur les différentes représentations cartographiques du territoire : la carte de Cassini (XVIIIe siècle), la carte d'état-major (1820-1866) et les cartes ou photos aériennes de l'IGN pour la période actuelle (1950 à aujourd'hui).

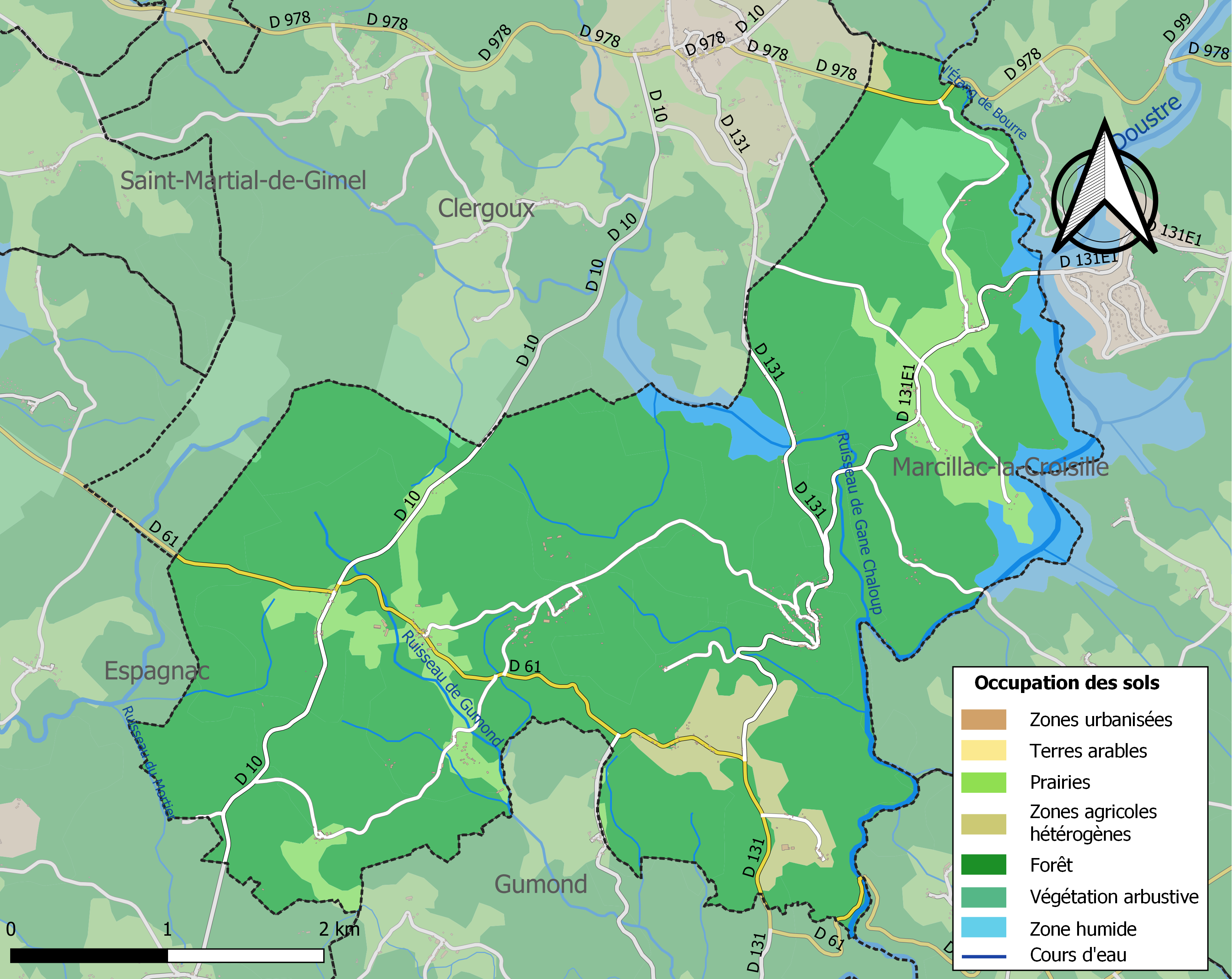
Carte des infrastructures et de l'occupation des sols de la commune en 2018 (CLC).

### Risques majeurs
Le territoire de la commune de Saint-Pardoux-la-Croisille est vulnérable à différents aléas naturels : météorologiques (tempête, orage, neige, grand froid, canicule ou sécheresse), feux de forêts et séisme (sismicité très faible). Il est également exposé à un risque technologique, la rupture d'un barrage, et à un risque particulier : le risque de radon. Un site publié par le BRGM permet d'évaluer simplement et rapidement les risques d'un bien localisé soit par son adresse soit par le numéro de sa parcelle.

#### Risques naturels

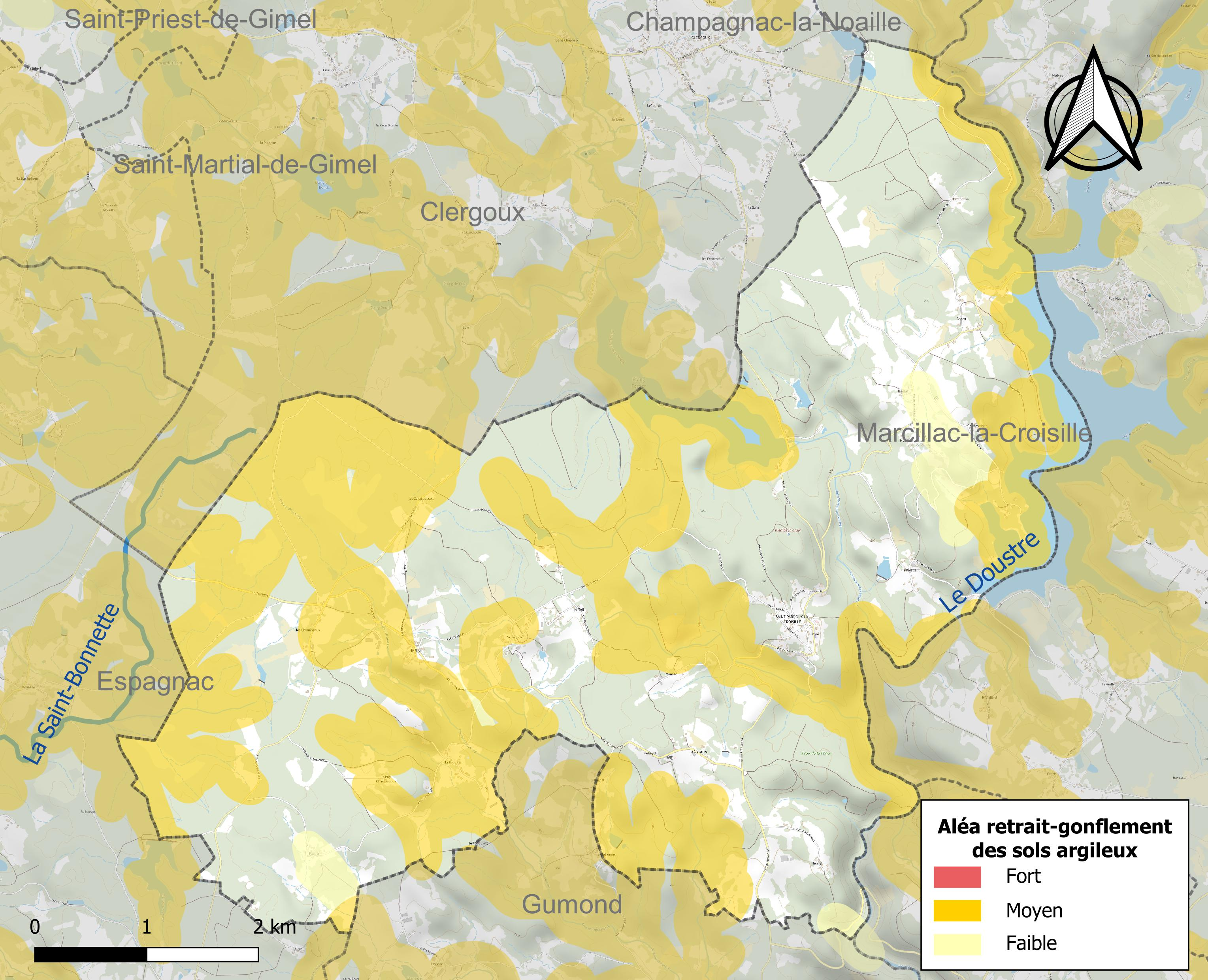
Carte des zones d'aléa retrait-gonflement des sols argileux de Saint-Pardoux-la-Croisille.

Le retrait-gonflement des sols argileux est susceptible d'engendrer des dommages importants aux bâtiments en cas d’alternance de périodes de sécheresse et de pluie. 42,5 % de la superficie communale est en aléa moyen ou fort (26,8 % au niveau départemental et 48,5 % au niveau national). Sur les 183 bâtiments dénombrés sur la commune en 2019,  64 sont en aléa moyen ou fort, soit 35 %, à comparer aux 36 % au niveau départemental et 54 % au niveau national. Une cartographie de l'exposition du territoire national au retrait gonflement des sols argileux est disponible sur le site du BRGM,.
Concernant les feux de forêt, aucun plan de prévention des risques incendie de forêt (PPRIF) n’a été établi en Corrèze, néanmoins le code de l’urbanisme impose la prise en compte des risques dans les documents d’urbanisme. Le périmètre des servitudes d'utilité publique et des zones d'obligation légale de débroussaillement pour les particuliers est quant à lui défini pour la commune dans une carte dédiée. 
La commune a été reconnue en état de catastrophe naturelle au titre des dommages causés par les inondations et coulées de boue survenues en 1982, 1999 et 2001. Concernant les mouvements de terrains, la commune a été reconnue en état de catastrophe naturelle au titre des dommages causés par des mouvements de terrain en 1999.

#### Risques technologiques
La commune est en outre située en aval du barrage de Marcillac, un ouvrage de classe A disposant d'une retenue de 31 millions de mètres cubes. À ce titre elle est susceptible d’être touchée par l’onde de submersion consécutive à la rupture de cet ouvrage.

#### Risque particulier
Dans plusieurs parties du territoire national, le radon, accumulé dans certains logements ou autres locaux, peut constituer une source significative d’exposition de la population aux rayonnements ionisants. Certaines communes du département sont concernées par le risque radon à un niveau plus ou moins élevé. Selon la classification de 2018, la commune de Saint-Pardoux-la-Croisille est classée en zone 3, à savoir zone à potentiel radon significatif. 

## Histoire
Sous la Révolution française, pour suivre un décret de la Convention, la commune change de nom pour Bellone.

## Politique et administration
| Période                                  | Période    | Identité          | Étiquette | Qualité |
| ---------------------------------------- | ---------- | ----------------- | --------- | ------- |
| Les données manquantes sont à compléter. |            |                   |           |         |
|                                          |            |                   |           |         |
| juin 1995                                | mars 2008  | François Miginiac | PCF       |         |
| mars 2008                                | avril 2014 | Cécile Fauché     |           |         |
| avril 2014                               | En cours   | Dominique Albaret | PCF       | Employé |

## Démographie
Les habitants de Saint-Pardoux-la-Croisille sont appelés les Saint-Pardousien(ne)s.
L'évolution du nombre d'habitants est connue à travers les recensements de la population effectués dans la commune depuis 1793. Pour les communes de moins de 10 000 habitants, une enquête de recensement portant sur toute la population est réalisée tous les cinq ans, les populations de référence des années intermédiaires étant quant à elles estimées par interpolation ou extrapolation. Pour la commune, le premier recensement exhaustif entrant dans le cadre du nouveau dispositif a été réalisé en 2008.

En 2022, la commune comptait 175 habitants, en évolution de −0,57 % par rapport à 2016 (Corrèze : −0,59 %, France hors Mayotte : +2,11 %).
| 1793 | 1800 | 1806 | 1821 | 1831 | 1836 | 1841 | 1846 | 1851 |
| ---- | ---- | ---- | ---- | ---- | ---- | ---- | ---- | ---- |
| 550  | 486  | 517  | 596  | 701  | 645  | 540  | 657  | 625  |

| 1856 | 1861 | 1866 | 1872 | 1876 | 1881 | 1886 | 1891 | 1896 |
| ---- | ---- | ---- | ---- | ---- | ---- | ---- | ---- | ---- |
| 652  | 621  | 612  | 585  | 596  | 581  | 634  | 601  | 639  |

| 1901 | 1906 | 1911 | 1921 | 1926 | 1931 | 1936 | 1946 | 1954 |
| ---- | ---- | ---- | ---- | ---- | ---- | ---- | ---- | ---- |
| 574  | 570  | 587  | 544  | 521  | 511  | 501  | 372  | 308  |

| 1962 | 1968 | 1975 | 1982 | 1990 | 1999 | 2006 | 2008 | 2013 |
| ---- | ---- | ---- | ---- | ---- | ---- | ---- | ---- | ---- |
| 274  | 240  | 176  | 168  | 173  | 157  | 167  | 170  | 175  |

| 2018 | 2022 | - | - | - | - | - | - | - |
| ---- | ---- | - | - | - | - | - | - | - |
| 178  | 175  | - | - | - | - | - | - | - |

## Culture locale et patrimoine

### Lieux et monuments
- Château de Pebeyre

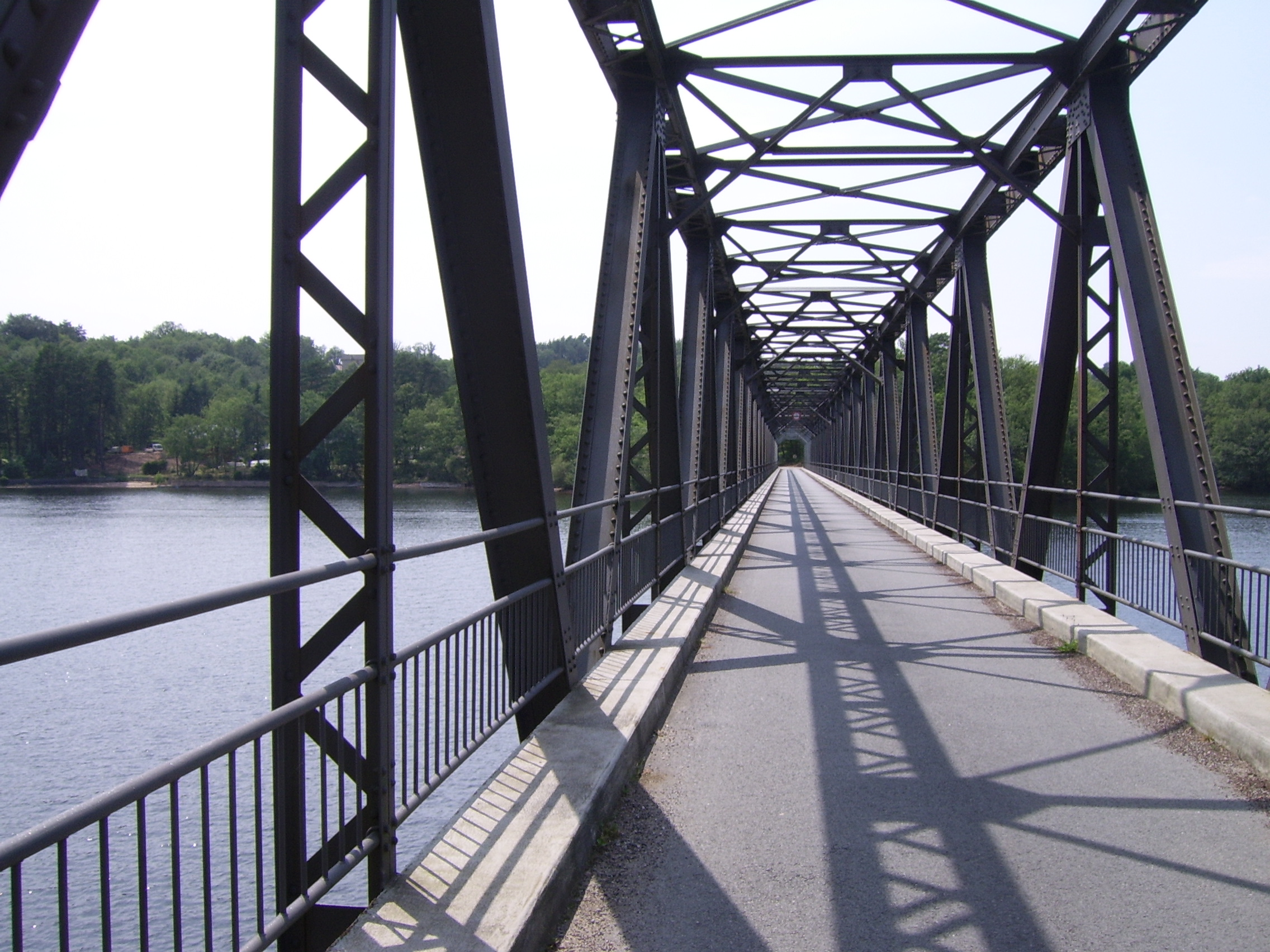
Le viaduc de Lantourne sur le lac de la Valette.

- Église Saint-Eutrope anciennement Saint-Pardoux de Saint-Pardoux-la-Croisille
- Barrage de la Valette et sa retenue, le lac de la Valette.

### Héraldique
| Blason de Saint-Pardoux-la-Croisille | Blason  | De gueules à trois bandes d'or.                  |
| Blason de Saint-Pardoux-la-Croisille | Détails | Le statut officiel du blason reste à déterminer. |